# جرم عقیم
جرم عقیم جرمی است واحد که واجد همه عناصر جرم است اما بدون حصول نتیجه مطلوب به علتی ناخواسته مانند گشودن تیر به انسانی که خطا کند و به دیوار بخورد. در شروع جرم هنوز همه عناصر، واقع نشده‌است. تحقق نتیجه، در این جرم، محال نبوده‌است پس با جرم محال فرق دارد.